# Замок у Карпатах
«Замок у Карпатах» (фр. Le Château des Carpathes)  — роман французького письменника Жуля Верна, що являє собою суміш фентезі, фантастики жахів та готичного роману. Написаний 1889 року, що вийшов 1892 року. Українською мовою вперше вийшов у Львові 1934 року, пізніше перевиданий львівським видавництвом «Світ» 1992 року, а 2003 року  — видавництвом Криниця, Київ.

## Анотація книги

### Україна
Роман «Замок у Карпатах» всесвітньо відомий французький письменник-фантаст Жуль Верн створив наприкінці 80-х років XIX століття — понад 110 років тому.
Географічна та етнографічна достовірність розповіді, історично-романтичний колорит реальних суспільних подій в деяких країнах Європи доповнюються науково-фантастичними передбаченнями автора.
З особливою цікавістю дізнається сучасний читач про те, як для мешканців Карпат XIX століття здавалося чудом, містикою, „нечистою силою“ те, що нині відоме в найвіддаленіших куточках планети як „побутова техніка“…
Але дивовижні події, надзвичайні і прекрасні почуття, які переживають герої цієї „поетичної бувальщини“ (як називав її сам автор), назавжди залишилися неймовірними, захопливими, — вони хвилюють і читачів XXI століття своєю таємничістю і неминущою красою.»

## Сюжет

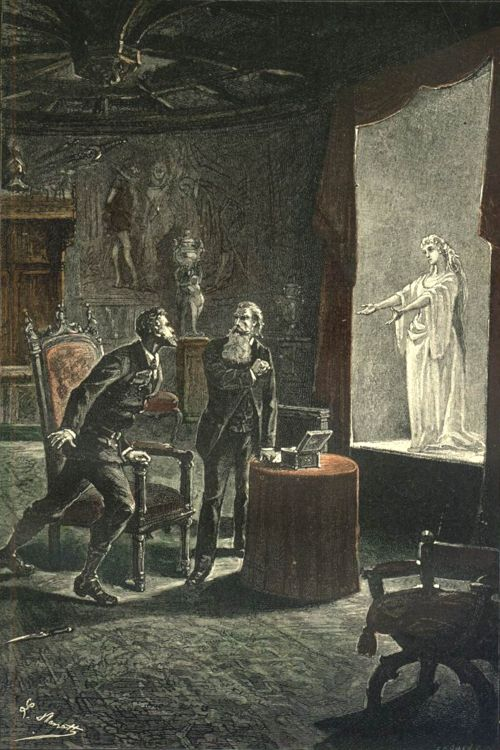
Франц, Рудольф і примара Стіллі

Імена наведені за україномовним виданням 1934 року, що перевидавалося надалі.
Пастух Федь Федорчак випасає овець у Карпатах і має репутацію чоловіка, знайомого з духами. Одного разу він зустрічає єврея-торговця та, побачивши якусь зміну в сусідньому замку, купує телескоп («люнету») для свого війта Кольца. Замком володіє князь Рудольф Горц. Він давно не бував у замку, тому багато хто вважає, що князь помер, а його твердиня покинута.
Прийшовши у найближче село Верст, Федь розповідає, що над замком видно дим. Війт пересвідчується, що там справді щось димить. У селі проживає дівчина Марійка, заручена з багатим лісником Миколою Деком, який хоче довідатися деталі. Подіями в замку цікавляться також вчитель Гермод і лікар Патакій. Микола й Патакій вирушають до замку довідатися в чому справа.
Чоловіки опиняються біля замку вночі та чують дзвін. Вони знаходять отвір у стіні, крізь який потрапляють за мури. Зранку вони повертаються до села перелякані й не хочуть розповідати що сталося. Микола запевняє, що в замку оселилися духи. Це тривожить селян, які бояться виходити з домівок і засівати поля.
Згодом ту місцину відвідують молодий граф Франц Телєк і його слуга Грицько. Власник корчми Йосько радий візиту, бо в нього тепер погано з відвідувачами. Франц Телєк розповідає, що бачив князя Рудольфа в Італії та заперечує чутки, нібито він таємно повернувся. Розпитавши в Федька дорогу, граф зі слугою вирішує сам подивитися на замок зблизька.
Вночі граф бачить у замку актрису Стіллю, в яку був закоханий, але яка померла кілька років тому в Італії. Франц Телєк наказує Грицьку покликати жандармів, аби штурмувати замок і визволити Стіллю. Сам він проникає в замок, але губиться в заплутаних тунелях. Він підслуховує розмову князя Рудольфа зі слугою Орфаніком, з якої розуміє, що той, завдяки телефону, знає про штурм замку та готує якусь пастку.
Виявляється, Орфанік робив винаходи для князя. Рудольф наказує замінувати замок і підірвати його, щойно наблизяться жандарми, а потім чекати зустрічі з ним у Бистриці. Франц нападає на князя з ножем, стається бійка, в якій скринька, що відтворювала голос Стіллі, розбивається. За мить замок вибухає.
Пізніше графа знаходять живим, але він збожеволів від побаченої примари Стіллі. Орфаніка заарештовують у Бистриці. Він розповідає, що на замовлення князя створив фонограф, на який записав останній виступ Стіллі. Князь насолоджувався співом, ставлячи повнорозмірний портрет актриси перед дзеркалом, що справляло ілюзію живої жінки. Франц пізніше видужує, коли бачить залишки фонографа. Рудольфу влаштовують похорон, але хоча правда про події в замку стала відома, все одно більшість вірять, що там оселилися духи.

## Версія щодо прототипу

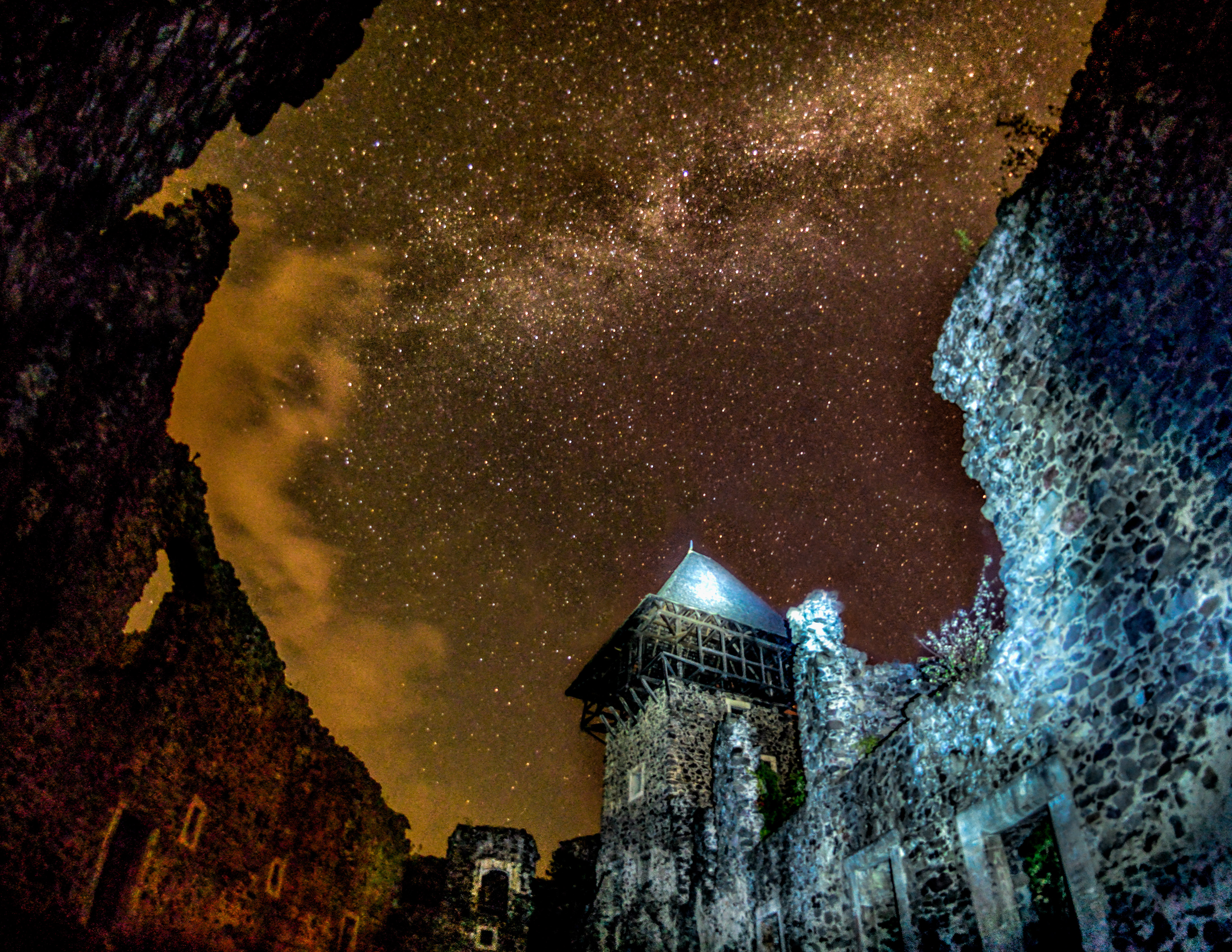
Невицький замок вночі (2015)

Інформаційний плакат у Невицькому замку (село Кам'яниця Ужгородського району Закарпатської області) стверджує, що його загадкова місцевість надихнула Жуля Верна на написання цього фантастичного роману жахів (1889). Відповідно до тексту плаката, письменник відвідав замок у 1892 році. Останнє малоймовірно, адже в 1886 році племінник письменника Гастон, який страждав на параною, стріляв письменнику в ногу, після чого той не міг ходити до кінця свого життя.

## Видання
- 1892 — Франція, Pierre-Jules Hetzel
- 1934 — Львів, Українська бібліотека[1]
- 1992 — Львів, Світ[1]
- 2003 — Київ, Криниця[2]

### Особливості українського перекладу
У перекладі Василя Кархута 1934 року, перевиданому без змін у 1992, наявна українізація особових імен та прізвищ персонажів, деяких топонімів і назв реалій. Так, пастух Фрік (Frik) у перекладі Кархута — Федь Федорчак, лісничий Ніколя, або Нік, Дек (Nicolas «Nic» Deck) — Микола Дек, його наречена Міріота (Miriota) — Марійка, корчмар Жонас / Йона (Jonas) став Йоськом і т. ін.

## Пов'язані твори
«Таємниця Карпатського замку» (1981)  — чехословацький комедійний фільм за мотивами роману.